# 15 (film)
15 è un film del 2003 diretto da Royston Tan. Il film è una versione ampliata del cortometraggio 15 diretto dallo stesso regista nel 2002.
Insieme ai film Yao jie huang hou (1995) e Kuaile gongchang (2007) è uno dei pochi film singaporiani a mostrare brevemente una scena di nudo maschile frontale (presente solo nella versione integrale).

## Trama
Il film racconta della vita tormentata di tre adolescenti disadattati di Singapore, tutti di 15 anni, che vivono abbandonati a sé stessi tra fumo, droga, sesso e violenze di ogni genere, privi di qualsivoglia punto di riferimento - la famiglia è del tutto assente e della scuola hanno solo il ricordo delle sessioni pubbliche di caning.
I protagonisti si scontrano con i giovani istruiti figli di benestanti della città, comandati da due bulletti.

## Distribuzione
A Singapore, il film è stato presentato nel corso del Singapore International Film Festival del 2003.
Sempre nel 2003 ha debuttato in Canada durante il Montreal World Film Festival, e in Gran Bretagna nel London Film Festival. Nel 2004 è stato trasmesso negli Stati Uniti d'America nel corso del Sundance Film Festival, e in Australia durante il Sydney Film Festival. Il film ha avuto la sua prima uscita statunitense a New York il 13 aprile 2005.
A Singapore, il film è stato distribuito dalla Zhao Wei Films. In Nord America dalla Picture This! Entertainment.

## Accoglienza

### Censura
Inizialmente vietato a Singapore, il Singapore Board of Film Censors (BFC) ha poi deciso che il film fosse classificato come R(A). Sotto la pressione del BFC, Royston Tan ha operato 27 tagli al film.

### Ricezione critica
Il film ha ricevuto recensioni contrastanti da parte dei critici cinematografici. Su Rotten Tomatoes ha ottenuto un punteggio del 50% basato su 10 recensioni. Su Metacritic ha ottenuto un punteggio del 47% basato su 6 recensioni.
Il film è stato pubblicizzato al di fuori di Singapore in ambienti gay, a causa della tensione omoerotica presente in modo molto accentuato tra i personaggi. Tuttavia, in un'intervista inserita nel DVD Royston's Shorts (una raccolta di cortometraggi di Tan) del 2006, il regista ha affermato che i protagonisti del film non si identificano esplicitamente come gay.

## Riconoscimenti
- 2003 - Tampere International Short Film Festival
  - Best Fiction a Royston Tan
- 2003 - Singapore International Film Festival
  - FIPRESCI/NETPAC Award a Royston Tan
- 2003 - Pusan International Film Festival
  - Candidatura al New Currents Award a Royston Tan
- 2003 - Festival internazionale del cortometraggio di Oberhausen
  - Prize of the Children's Short Film Competition - Honorable Mention a Royston Tan[5]
- 2003 - Gijón International Film Festival
  - Candidatura al Grand Prix Asturias per il miglior film a Royston Tan
- 2003 - Encounters International Film Festival
  - Premio internazionale della Giuria a Royston Tan
- 2004 - Fribourg International Film Festival
  - Candaitura al Grand Prix a Royston Tan
- 2004 - Deauville Asian Film Festival
  - Premio della Giuria a Royston Tan
- 2004 - Buenos Aires International Festival of Independent Cinema[6]
  - SIGNIS Award - Special Mention a Royston Tan
  - Miglior regia a Royston Tan